# Ein Monat auf dem Lande
Ein Monat auf dem Lande  (russisch Месяц в деревне, Mesjaz w derewne), Komödie in 5 Akten, ist ein Theaterstück von  Iwan Turgenjew, das 1855 erschienen ist.

## Personen

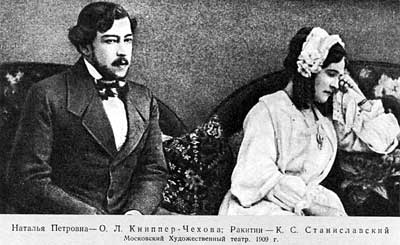
Natalja (Olga Knipper) und Rakitin (Konstantin Stanislawski), Moskau 1909

- Natalja Petrowna, Frau des reichen Gutsbesitzers Arkadi Islayev, 29 Jahre alt
- Michail Alexandrowitsch Rakitin, Nachbar und Freund der Familie, verliebt in Natalja, 30 Jahre alt
- Aleksei Nikolajewitsch Beljajew, Student und Lehrer von Nataljas Sohn Kolja, 21 Jahre alt
- Arkadi Sergeitsch Islajew, ein reicher Gutsherr, Nataljas Ehemann, 36 Jahre alt
- Kolja, Sohn Islajews, 10 Jahre alt
- Wera Alexandrowna, genannt Werotschka, Nataljas Mündel, 17 Jahre alt
- Anna Semjenowna Islajewa, Arkadis Mutter, 58 Jahre alt
- Lisaweta Bogdanowna, Gesellschafterin, 37 Jahre alt
- Adam Schaaf,  Koljas deutscher Lehrer und Erzieher, 45 Jahre alt
- Ignati Iljitsch Schpigelski, Hausarzt der Familie
- Afanasi Iwanowitsch Bolschinzow, ein ältlicher Gutsbesitzer, Nachbar
- Matwei, Diener
- Katja, Hausmädchen

## Inhalt
Das Stück spielt auf dem Landgut des reichen Grundbesitzers Islayev. Islayev hat für den Sommer den Studenten Aleksei Belyaev engagiert, der seinen zehnjährigen Sohn unterrichten soll.
Die Anwesenheit des charmanten jungen Mannes bringt das langweilige Landleben und die eingefahrenen Gewohnheiten der Bewohner – besonders der weiblichen – gründlich durcheinander.
Natalya, die sich bisher hinter dem Rücken ihres Mannes die eheliche Langeweile durch einen Flirt mit ihrem gebildeten aber eher zurückhaltenden Verehrer Rakitin vertrieben hat, entflammt unverhofft in Leidenschaft zu dem jungen Mann, der in seiner Arglosigkeit davon zunächst nichts merkt.
Auch ihre siebzehnjährige Pflegetochter Vera, genannt Veruschka, die sich noch gerne an den Kinderspielen Kolyas und Belyaevs beteiligt, verliebt sich in ihn, und das Hausmädchen Katya macht ihm ebenfalls schöne Augen.
Bolshintsov, ein in die Jahre gekommener, unbeholfener und schwerfälliger Nachbar, hat sich die junge Vera als passende Ehefrau auserkoren. Die Rolle des Heiratsvermittlers übernimmt der Hausarzt der Familie, Dr. Shpigelsky, der die sich abzeichnenden Verstrickungen und Verwirrungen der Gefühle mit Vergnügen betrachtet. Für sich selbst hat er die ältliche Gouvernante der Islayevs als mögliche Ehepartnerin ins Visier genommen. Als Natalya durch Rakitin von Bolshintsovs Heiratsabsichten erfährt und ihre Pflegetochter davon in einem quasi schwesterlichen Gespräch unterrichtet, reagiert Vera völlig entsetzt. Natalya muss erkennen, dass sie beide in denselben Mann verliebt sind. Sie reagiert mit Eifersucht, die sie nicht kontrollieren kann. Rakitin, den sie um Rat fragt, legt ihr nahe, den jungen Mann möglichst schnell fortzuschicken.
Allmählich macht sich auch der Ehemann seine Gedanken über die Gefühlsschwankungen seiner Frau und verdächtigt Rakitin als Verursacher ihrer Gereiztheit. Inzwischen hat Natalya Belyaev zu sich kommen lassen und macht ihm zu seiner Verblüffung schwere Vorwürfe wegen seiner Beziehung zu Vera. In einem Gespräch klärt Vera den ahnungslosen Belyaev darüber auf, wie sehr die Gutsherrin in ihn verliebt ist, und wie eifersüchtig sie auf Vera ist. Natalya überrascht die beiden, will Vera wie üblich gängeln und wegschicken, muss sich aber von ihrer Pflegetochter anhören, dass Eifersucht der wahre Grund für ihre Reaktion ist. Natalya verliert die Fassung und macht dem verblüfften Belyaev, der sehr wohl in sie verliebt ist, geradeheraus eine Liebeserklärung.
In diesem Moment kommt Rakitin hinzu, dicht gefolgt von Natalyas Ehemann, der nun scharfsinnig in Rakitin die Ursache für die nervöse Erregung seiner Ehefrau erkennt.
Auch Islayevs Mutter macht sich ihre Gedanken über das unerklärliche Verhalten ihrer Schwiegertochter. Sie ermahnt ihren Sohn, die Sache ernster zu nehmen. Islayev bittet nun Rakitin um ein Gespräch, in dem dieser erklärt, dass er Natalya liebt, dass er aber nicht länger auf dem Gut bleiben will und abreisen wird. Die beiden Männer verabschieden sich in aller Freundschaft. Vera, die einsehen muss, dass Belyaev sie nicht liebt, nimmt den Heiratsantrag ihres ältlichen Bewerbers an.
Auch Belyaev verlässt das Haus, ohne sich von Natalya zu verabschieden. Er lässt ihr nur ein Abschiedsbriefchen durch Vera zukommen. Islayev hält die Niedergeschlagenheit seiner Frau für eine Reaktion auf Rakitins kommende Abreise. Als Rakitin aber andeutet, dass der Student Belyaev der wahre Grund für Natalyas düstere Stimmung ist, reagiert er verwirrt und völlig verständnislos.
Zufrieden mit dem Verlauf der Dinge ist allein Dr. Shpigelsky, der für seine Verdienste als Heiratsvermittler eine Troika erhalten hat.

## Publikations- und Aufführungsgeschichte
Turgenjew hat eine erste Fassung des Stücks mit dem Titel „Student“ bei einem Aufenthalt in Frankreich zwischen 1848 und 1850 geschrieben sowie eine überarbeitete Fassung – mit dem neuen Titel "Dwe schenschtschiny" (Zwei Frauen) – nach seiner Rückkehr nach Russland, die beide von der russischen Zensur verboten wurden.
Das Stück wurde 1855 in dem von Alexander Puschkin gegründeten St. Petersburger Literaturmagazin Sowremennik in einer stark überarbeiteten Fassung veröffentlicht.

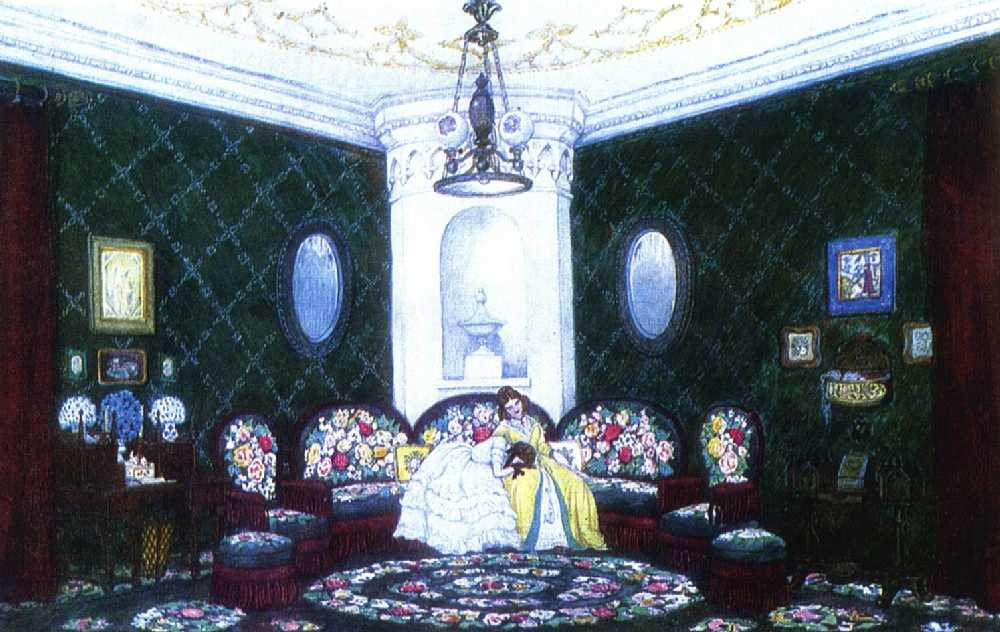
Szenenbild für die Stanislawski-Inszenierung, Moskau 1909

Uraufgeführt wurde Ein Monat auf dem Lande am 13. Januar 1872 im Moskauer Maly-Theater bei einer Benefiz-Veranstaltung zu Ehren der Schauspielerin Ekaterina Vasilyeva (1829–1877), allerdings ohne großen Erfolg beim Publikum. Vasilyeva selbst spielte ihre Wunschrolle, die Natalya Petrovna. Die St. Petersburger Aufführung des Stücks 1879 erst brachte Turgenjew den erhofften Erfolg.
1909 inszenierte Konstantin Stanislavski das Stück am Moskauer Künstlertheater, er selbst spielte die Rolle des Rakitin, Olga Leonardowna Knipper die Natalya.
Die sprachlich entstaubte Bearbeitung des Engländers Patrick Marber mit dem veränderten Namen Drei Tage auf dem Land (nicht zu verwechseln mit der Tolstoi-Erzählung Drei Tage auf dem Lande) wird im 21. Jahrhundert weitaus am häufigsten inszeniert.

## Rezeption
Oper
Der US-amerikanische Komponist Lee Hoiby komponierte auf der Grundlage des Theaterstücks eine Oper in zwei Akten mit dem Titel Natalia Petrovna. Die Premiere fand 1964 an der New York City Opera statt. Eine überarbeitete Fassung der Oper mit dem Titel A Month in the Country (op. 24) wurde 1981 in Boston uraufgeführt.
Kinofilme
- 1943 Secrets, französischer Film, Regie Pierre Blanchar, mit Pierre Blanchar, Marie Déa und Jacques Dumesnil
- 2014 Two Women (Две женщины), russisch-französischer Film, Regie Vera Glagoleva, mit Ralph Fiennes als Rakitin, Anna Vartanyan als Natalya und Sylvie Testud als Gesellschafterin

Fernsehfilme
- 1959: A Month in the Country, amerikanischer Fernsehfilm, Regie Marc Daniels, mit Uta Hagen, Luther Adler und Alexander Scourby
- 1960: Ein Monat auf dem Lande, deutscher Fernsehfilm, Regie Robert Freitag, mit Will Quadflieg (Rakitin), Maria Becker (Natalya), Robert Freitag (Islajew)
- 1966: Un mois à la campagne, französischer Fernsehfilm, Regie André Barsacq, mit Jacques François (Rakitin), Delphine Seyrig (Natalya) und Olivier Hussenot (Shpigelsky)
- 1966: A Month in the Country, Regie Christopher Morahan, mit Derek Godfrey (Rakitin), Vivien Merchant (Natalya), Michael Bates (Shpigelsky)
- 1976: Un mois à la campagne, französischer Fernsehfilm, Regie Pierre Sabbagh, mit Pierre Michaël (Rakitin), Emmanuelle Riva (Natalya) und Jean Meyer (Shpigelsky)
- 1978: A Month in the Country, britischer Fernsehfilm, Regie Quentin Lawrence, mit Susannah York (Natalya), Michael Wells (Rakitin), Ian McShane (Beliayev)

## Deutsche Übersetzungen
- Ein Monat auf dem Lande. Bern: Francke 1943
- Ein Monat auf dem Lande. Komödie in fünf Aufzügen. In die deutsche Sprache übertr. von Xaver Schaffgotsch. Wien, München, Basel: Desch 1960.
- Ein Monat auf dem Lande. Komödie in fünf Akten. Hrsg. u. übers. von Peter Urban.  Frankfurt/M.: Verlag der Autoren 1981. (Theaterbibliothek. 28.), ISBN 3-88661-028-4
- Ein Monat auf dem Lande. Übers. von Kurt Seeger. Nachw. von Hans Walter Poll. Stuttgart: Reclam 2000.  (Reclams Universal-Bibliothek. 7685.), ISBN 978-3-15-007685-9
- Ein Monat auf dem Lande. Mesjac v derevne. Deutsch von Ulrike Zemme. Reinbek b. Hamburg: Rowohlt Theater Verl.